# 18 (число)
18 (восемнадцать) — натуральное число между 17 и 19. Число является чётным. 

## Математика
- 1018 называется квинтиллион, приставки СИ: экса (Э) и атто (а)
- 218 = 262 144
- Сумма цифр этого числа — 9
- Произведение цифр этого числа — 8
- Квадрат числа 18 — 324
- Куб числа 18 — 5832
- 10-е составное число
- 10-е чётное число
- 9-е двузначное число
- Единственное число, равное удвоенной сумме своих цифр[1].
- Наименьшее натуральное значение n, для которого n! делится нацело на {\displaystyle n^{2}+1}, равно 18.

## Наука
- Атомный номер аргона

## Музыка
- Название песни Моби
- Название альбома Моби
- 18 (альбом Джеффа Бека и Джонни Деппа)

## Религия, мистика, философия
- В еврейской системе счисления записывается как י״ח (справа налево: י=10, ח=8). В переставленом порядке (числовое значение сохраняется) представляет собой слово ивр. חי‎ - живой (хай). Поэтому число 18 в еврейской традиции обозначает жизнь. См. также молитва «Шмоне-Эсре» («18»). С этим же связана традиция дарения сумм денег, делящихся на 18.[2]

## В других областях
- 18 год до н. э., 18 год, 1918 год; XVIII век до н. э., XVIII век
- ASCII-код управляющего символа DC2 (device control 2)
- 18 — Код субъекта Российской Федерации Республики Удмуртия
- В большинстве стран совершеннолетие наступает в 18 лет
  - 18+ — обозначение материалов (фильмов, телепередач, компьютерных игр) содержащих сцены насилия или открытого эротического содержания
- В кругах нацистов 18 может означать шифровку имени Adolf Hitler, которая происходит из нумерации латинских букв 1 = А, 8 = H[3].
  - Combat 18 (или C18) — британская праворадикальная террористическая организация

- Число 18 по месяцам: 18 января | 18 февраля | 18 марта | 18 апреля | 18 мая | 18 июня | 18 июля | 18 августа | 18 сентября | 18 октября | 18 ноября | 18 декабря
- «18 стальных колёс» — серия компьютерных игр в жанре автосимулятора грузовых перевозок